# Atletica Brescia 1950
L'Atletica Brescia 1950, è una società italiana di atletica leggera fondata a Brescia nel 1950.

## Storia
L'atletica leggera nella città di Brescia nella prima metà del XX secolo vedeva la presenza di tre società che hanno fatto la storia dello sport bresciano: la Forza e Costanza prima e Il CSI Brescia e l'Atala Club più tardi. Società di atletica leggera fondata il 4 febbraio 1950 con la nomina di un Comitato, presieduto da Filippo Tassara, incaricato di reggerla fino all'assemblea elettiva dei soci del 5 aprile seguente dalla quale uscirono presidente il comm. Nino Verzura, vicepresidente Piero Fontana, consiglieri Giuseppe Tassara, Gianni Ferrari, Dino Fabretti, Luigi Metelli, Alfredo Cassini, Aldo Falconi, Dino Tomè, Gabre Gabric, Gino Paterlini; segretario il prof. Alessandro (Sandro) Calvesi.
La nuova società, fortemente voluta da Sandro Calvesi e dalla moglie Gabre Gabric, convogliò tutte le energie organizzative ed il potenziale atletico del CSI Brescia, per il settore maschile, e dell'Atala Club, per quello femminile, non essendo più in grado le due citate società di garantire continuità all'attività ad alto livello dei propri atleti. Vi confluirono valenti atleti tra i quali i bresciani Gino Paterlini e Renato Colosio, Gabre Gabric, Marisa Rossi, ecc. Ebbe sede provvisoria presso l'Associazione Calcio Brescia in via Diaz, 18. Sotto la guida del prof. Calvesi, grande tecnico, severo e rigoroso, ma anche straordinario maestro, coadiuvato dalla moglie Gabre, tecnico, dirigente, giornalista, già affermata atleta con due partecipazioni olimpiche ed "anima" dell'Atletica Brescia, della quale è stata vicepresidente, la società aggregò nelle sue file nei suoi primi anni di vita numerosi campioni italiani di specialità, molti dei quali attratti a Brescia da incarichi di supplenza in Educazione Fisica allora resi disponibili dal coordinatore prof. Enrico Spedini. Tra di essi molti atleti di classe internazionale come l'ostacolista istriano di Parenzo, Albano Albanese, il mezzofondista milanese Alessandro Sioli, il goriziano Armando Filiput, primatista mondiale nel 1950 delle 440 yarde ad ostacoli e campione Europeo, a Bruxelles, nei 400 ostacoli, il velocista fiorentino Antonio Imbasciati, il velocista - quattrocentista sardo Antonio (Tonino) Siddi e Luciano Turcato, cremonese (prestato poi, per gentile concessione del comm. Verzura, alla Rugby Brescia e pervenuto in questo sport alla maglia della nazionale), la velocista cremonese Mirella Avalle. Tra i bresciani emersero il quattrocentista Luigi (Gino) Paterlini, il mezzofondista iseano Renato Colosio, il velocista di lunga ed ottima carriera rugbistica Rolando (Trulli) Squassina, Giorgio Ercolani, in seguito nazionale di tiro a segno, Marisa Rossi, campionessa d'Italia negli 80 ostacoli,nel 1951, titolo che aveva già conquisto nel 49 assieme a quello nei 200 m.
Insieme ai forti atleti provenienti da fuori provincia, i bresciani rendono l'Atletica Brescia una delle società più rappresentative di quegli anni in ambito nazionale. Nel contempo emergono anche molti altri atleti bresciani di buon valore, uomini e donne, tra i quali Renata Mensi, Ada Giacomini, i fratelli Augusto, Emanuele e Luciano Paterlini e qualche anno più tardi i giovani cresciuti all'interno della società come Giovanni Mondini, velocista ed ostacolista, Raoul Colombo, saltatore e multiatleta (tetrathlon), Giuliano Colombi, martellista, Guido Longinotti, marciatore.
Tra il 1955 ed il 1970 si affermano nel contesto nazionale i bresciani Giampiero Massardi, campione italiano dei 110 ostacoli, Franco Volpi, mezzofondista di grande talento, vincitore di sei titoli italiani assoluti, il saltatore con l'asta Angelo Baronchelli di Cigole, il velocista camuno Enore Sandrini, il mezzofondista Giorgio Gandini nelle specialità del mezzofondo su pista, e, a livello juniores, il mezzofondista Aldo Bonfadini, gli ostacolisti Gaspere Bertuetti e G.Battista Gandolfi ed il quattrocentista di Chiari Mauro Begni. 
Nel 1973 l'Atletica Brescia 1950, viene sponsorizzata dall' l'Associazione Industriale Bresciana, assumendo la denominazione di Assindustria Atletica Brescia 1950, aderendo all'Ente di Promozione Sportiva denominato C.S.A.IN. , il sodalizio durerà fino al 1985.
Negli anni Settanta si evidenzia una nuova generazione di atleti di valore nazionale, quali i triplisti Dario Badinelli di Ghedi, che sarà per molti anni titolare fisso della squadra nazionale nella sua specialità, e Crescenzio (Enzo) Marchetti di Botticino, anch'egli approdato con altra maglia sociale alla squadra nazionale, il quattrocentista Renato Scarpari di Toscolano, il pesista Carlo Sbernini di Chiari; tra le donne spiccano le bresciane Adriana Carli, velocista (primato nazionale della staffetta 4x100), Gloria Crippa, giavellottista, Chiara Dordoni, giavellottista piacentina e poi tra i tanti altri i saltatori in alto Maurizio Tanghetti e Rinaldo Tanghetti, le velociste Donata Guatta e Giuseppina Turra.
Negli anni 80 e 90 i migliori atleti della società sono Mauro Ferrari, martellista, Michela Nervi, velocista, Paola Rosati e Monica Alghisi, lanciatrici,Monica Buizza saltatrice, Silvia Guerrini, ottocentista, Asha Tonolini, mezzofondista, Fabiana Chiari, lunghista e triplista.
Oltre alla formazione e valorizzazione di numerosi atleti, l'Atletica Brescia 1950 ha contribuito alla promozione e diffusione dell'atletica leggera organizzando gare internazionali, convogliando a Brescia alcuni tra i migliori atleti del mondo negli anni Cinquanta, con memorabili riunioni (ora si chiamano meetings) nel vecchio Stadio Comunale di Porta Venezia, sulla cui area oggi sorge la Scuola Media Carducci, presso cui si è tenuto nei primi anni '70 anche un Convegno Tecnico Europeo, assegnato alla guida del prof. Calvesi, con i migliori tecnici di ostacoli europei; manifestazioni, come la Coppa Atletica Brescia, dal 1963, per la promozione della corsa campestre nell'ambito studentesco, riunioni nazionali indoor all'E.I.B., il Sei Nazioni del 1968, il Trofeo Industria del 1973, il confronto Italia-Germani Ovest-Spagna, Junior del 1980 e numerosi incontri di Club con società Svizzere e Cecoslovacche.
A livello tecnico e dirigenziale, il prof. Alessandro Calvesi, fu allenatore federale, direttore tecnico della Squadra Nazionale, fino al 1968 ed in seguito consigliere nazionale Fidal, portando Eddy Ottoz alla medaglia di Bronzo alle Olimpiadi di Messico 1968 e venendo definito a livello Mondiale come il "Mago degli Ostacoli" . Fece divenire la città di Brescia lo 'snodo' per la preparazione di grandi campioni come il Guy Drut, l'ultima medaglia d'oro Olimpica di un "bianco "a Montréal 1976. Il francese si allenò al palazzo dell'EIB, insieme ad uno sparuto gruppo di ragazzini. 
La società è sempre stata governata da presidenti generosi e capaci, che per l'attività meritoria da loro svolta nella diffusione della pratica sportiva hanno determinato nel 1988 l'assegnazione della Stella d'Argento al Merito Sportivo del CONI, ed nel 1995 con la Stella d'Oro.
Atleti bresciani dell'Atletica Brescia 1950 che hanno vestito la maglia azzurra della nazionale assoluta: Gabre Gabric, Luigi Paterlini, Renato Colosio, Marisa Rossi, Giampiero Massardi, Franco Volpi, Angelo Baronchelli, Enore Sandrini, Adriana Carli, Gloria Crippa, Dario Badinelli, Natalina Capoferri ed Elena Carraro.
Sono stati in nazionale Juniores: Aldo Bonfadini, Gaspare Bertuetti, Angelo Baronchelli, Mauro Begni, Adriana Carli, Donata Guatta, Dario Badinelli, Giuseppina Turra, Enrica Carrara, Gloria Crippa, Silvia Guerrini, Elena Carraro,Elisa Cherubini, Alexandra Almici, Alessia Seramondi.
Grazie all'iniziativa del professor Alessandro Calvesi, già atleta e allenatore, successivamente di fama internazionale, si convinse il Brescia Calcio a venire in aiuto dell'atletica, anche con il supporto dei dirigenti dell'Automobile Club d'Italia, che all'epoca organizzava la Mille Miglia che si concludeva proprio a Brescia. È del 4 febbraio 1950 l'annuncio sul quotidiano Giornale di Brescia della nascita dell'Atletica Brescia, che aveva sede presso gli uffici del Brescia Calcio. Alla fondazione della nuova società contribuirono anche gli atleti, sottoscrivendo ciascuno una quota come socio fondatore.
Nel 1973, arrivò il sostegno dell'Associazione Industriali: vennero individuati come direttori tecnici Sandro Calvesi e Aldo Falconi. L'impegno economico di Assindustria durerà fino al 1985, restando come presidente Costantino Bonomelli, Gabre Gabric fu nominata vicepresidente.
All'inizio del XXI secolo la società visse un periodo di crisi economica, per arginare la quale intervennero gli ex atleti ed gli allenatori di allora, trasformandosi in veri e propri mecenati ,ricordiamo in quel periodo il Prof. Bossini PierGiorgio ed il Direttore Tecnico Adriano Scalvini.
Fu eletto nuovo presidente Stefano Peli, attualmente Presidente della Società è Sebastiano Di Pasquale.
L'Atletica Brescia 1950, può vantare per l'attività Femminile, quattro Supercoppe italiane (dal 2013 al 2016), cinque titoli Nazionali Assoluti di Società all'aperto (2019,2020,2021,2022,2023), sette Scudetti per i Campionati di Società di Marcia e due per quelli di Corsa Campestre, un Campionato di Società Under 23 all'aperto (2018) due Campionati di Società Assoluti indoor (2023-2024), quattro Campionati di Società Under 23 indoor e una Coppa Italia.

## Presidenti
- Verzura Nino 1950 - 1952
- Marzoli Franco 1952 - 1953
- Carpani Glisenti Franco 1953 -1956
- Falconi Aldo 1957 - 1960
- Cesare Wuhrer 1960 -1972
- Gussalli Beretta Ugo 1973 -1978
- Cella Sergio 1979 - 1982
- Costantino Bonomelli 1982 - 2003
- Stefano Peli 2003 - 2012
- Claudio Marchese 2013 -2014
- Cataldo (Aldo)  Bonfadini 2014 -  2021
- Sebastiano Di Pasquale 2021 - in carica

## Onorificenze
Stella d'oro al merito sportivo
2005